# Recetto
Recetto (Riciat in piemontese) è un comune italiano di 1 005 abitanti della provincia di Novara in Piemonte.

## Origini del nome
Con il termine ricetto nel medioevo si indicava un luogo a difesa dei contadini liberi, luogo che non aveva un castello con una guarnigione armata, per cui solitamente i vescovi-conti dei primi anni 1000 danno facoltà di costruire questi luoghi difensivi. Principalmente però è da ricordare che i recetti sono depositi dei prodotti agricoli di un ben determinato luogo rurale.
Nel recetto si conservano le botti del vino, si ammassano i cereali ed altre derrate alimentari, sono dei prototipi di moderno consorzio agrario.

## Storia

### Simboli
Lo stemma, concesso con regio decreto del 17 marzo 1930, è troncato: nel primo d'argento con un albero verde; nel secondo di rosso, al castello d'oro.
Il gonfalone comunale è un drappo di bianco, concesso con DPR del 21 giugno 1994.

## Monumenti e luoghi d'interesse
- Chiesa di San Domenico

## Società

### Evoluzione demografica
Abitanti censiti

## Amministrazione

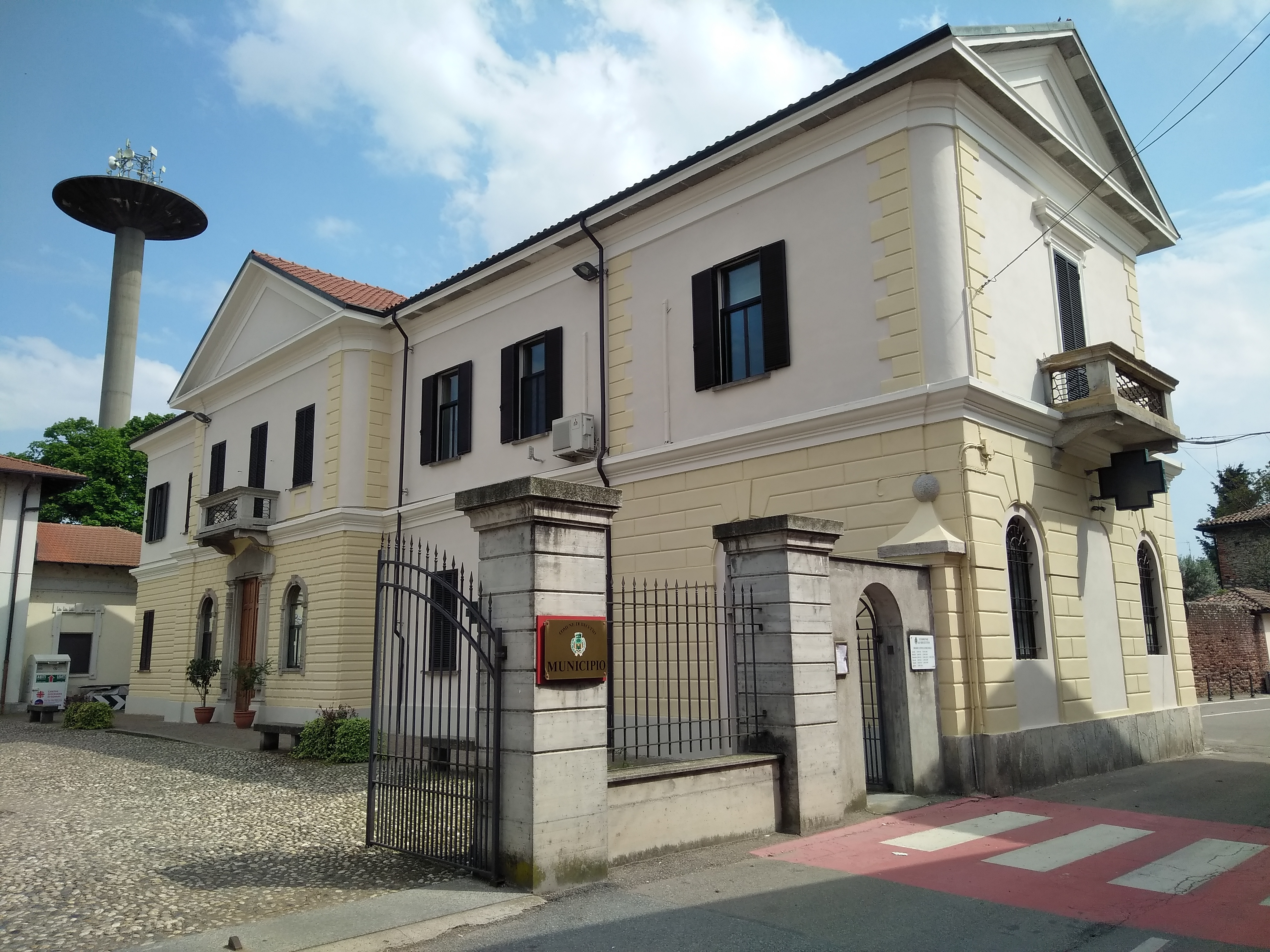
Il municipio

Di seguito è presentata una tabella relativa alle amministrazioni che si sono succedute in questo comune.
| Periodo        | Periodo        | Primo cittadino | Partito                                 | Carica  | Note  |
| -------------- | -------------- | --------------- | --------------------------------------- | ------- | ----- |
| 31 maggio 1985 | 25 maggio 1990 | Aldo Beltrame   | Partito Socialista Democratico Italiano | Sindaco | [ 7 ] |
| 25 maggio 1990 | 24 aprile 1995 | Aldo Beltrame   | Partito Socialista Democratico Italiano | Sindaco | [ 7 ] |
| 24 aprile 1995 | 14 giugno 1999 | Aldo Beltrame   | lista civica                            | Sindaco | [ 7 ] |
| 1º luglio 1999 | 14 giugno 2004 | Aldo Beltrame   | lista civica                            | Sindaco | [ 7 ] |
| 14 giugno 2004 | 8 giugno 2009  | Enrico Bertone  | lista civica                            | Sindaco | [ 7 ] |
| 8 giugno 2009  | 26 maggio 2014 | Enrico Bertone  | lista civica                            | Sindaco | [ 7 ] |
| 26 maggio 2014 | 27 maggio 2019 | Enrico Bertone  | lista civica Dialogo e futuro           | Sindaco | [ 7 ] |

## Sport
Recetto è noto come un luogo tra i più belli al mondo per praticare lo sci nautico. Oltre ad essere il centro di allenamenti della Nazionale Italiana, il complesso sciistico del paese ha organizzato numerosi eventi internazionali, tra i quali spicca il Campionato del Mondo di Discipline Classiche nel 2001. Nel 2007, 2012, e 2022 sono stati organizzati i Campionati Europei Assoluti di Discipline Classiche.
La squadra di calcio locale è A.S.D. River Sesia che milita nel campionato di prima categoria girone B. I colori sociali sono il bianco e il rosso.